# Örevattnet (Hjärtums socken, Bohuslän)
Örevattnet är en sjö i Lilla Edets kommun i Bohuslän och ingår i Göta älvs huvudavrinningsområde.